# Hrabstwo Napa
Hrabstwo Napa (ang. Napa County) – hrabstwo w stanie Kalifornia w Stanach Zjednoczonych. Obszar całkowity hrabstwa obejmuje powierzchnię 788,27 mil² (2041,61 km²). Według szacunków United States Census Bureau w roku 2009 miało 134 650 mieszkańców. Hrabstwo słynie z produkcji wina i uprawy winorośli.
Hrabstwo powstało w 1850 roku. Na jego terenie znajdują się:
- miejscowości – American Canyon, Calistoga, Napa, St. Helena, Yountville
- CDP – Angwin, Deer Park, Moskowite Corner, Oakville, Rutherford, Silverado Resort.